# Сен-Бенуа-дю-Со
Сен-Бенуа́-дю-Со (фр. Saint-Benoît-du-Sault) — коммуна во Франции, административный центр кантона Сен-Бенуа-дю-Со, округ Ле-Блан департамента Эндр, Центр — Долина Луары. Расположена на расстоянии около 280 км на юг от Парижа, 170 км на юг от Орлеана, 50 км на юго-запад от Шатору.
С 1988 года входит в список «Самых красивых деревень Франции».

## Население
Население — 607 человек (2016).
| 1793  | 1800 | 1806  | 1821  | 1831  | 1836  | 1841  | 1846  | 1851  | 1856  | 1861  | 1866  | 1872  | 1876  | 1881  | 1886  | 1891  |
| ----- | ---- | ----- | ----- | ----- | ----- | ----- | ----- | ----- | ----- | ----- | ----- | ----- | ----- | ----- | ----- | ----- |
| 1 200 | 973  | 1 148 | 1 121 | 1 243 | 1 265 | 1 258 | 1 208 | 1 220 | 1 173 | 1 072 | 1 099 | 1 112 | 1 078 | 1 141 | 1 112 | 1 096 |

| 1896  | 1901 | 1906  | 1911 | 1921 | 1926 | 1931 | 1936 | 1946 | 1954 | 1962 | 1968 | 1975 | 1982 | 1990 | 1999 | 2007 |
| ----- | ---- | ----- | ---- | ---- | ---- | ---- | ---- | ---- | ---- | ---- | ---- | ---- | ---- | ---- | ---- | ---- |
| 1 008 | 948  | 1 031 | 939  | 934  | 872  | 826  | 759  | 801  | 702  | 699  | 822  | 864  | 836  | 856  | 766  | 710  |

## Известные жители
В Сен-Бенуа-дю-Со родился астроном, член Французской академии наук Эрве Фай (1814—1902).

## Достопримечательности
- Средневековый город
- Укреплённый приорат XIV века
- Дом казначея, XV век
- Беффруа (колокольня)

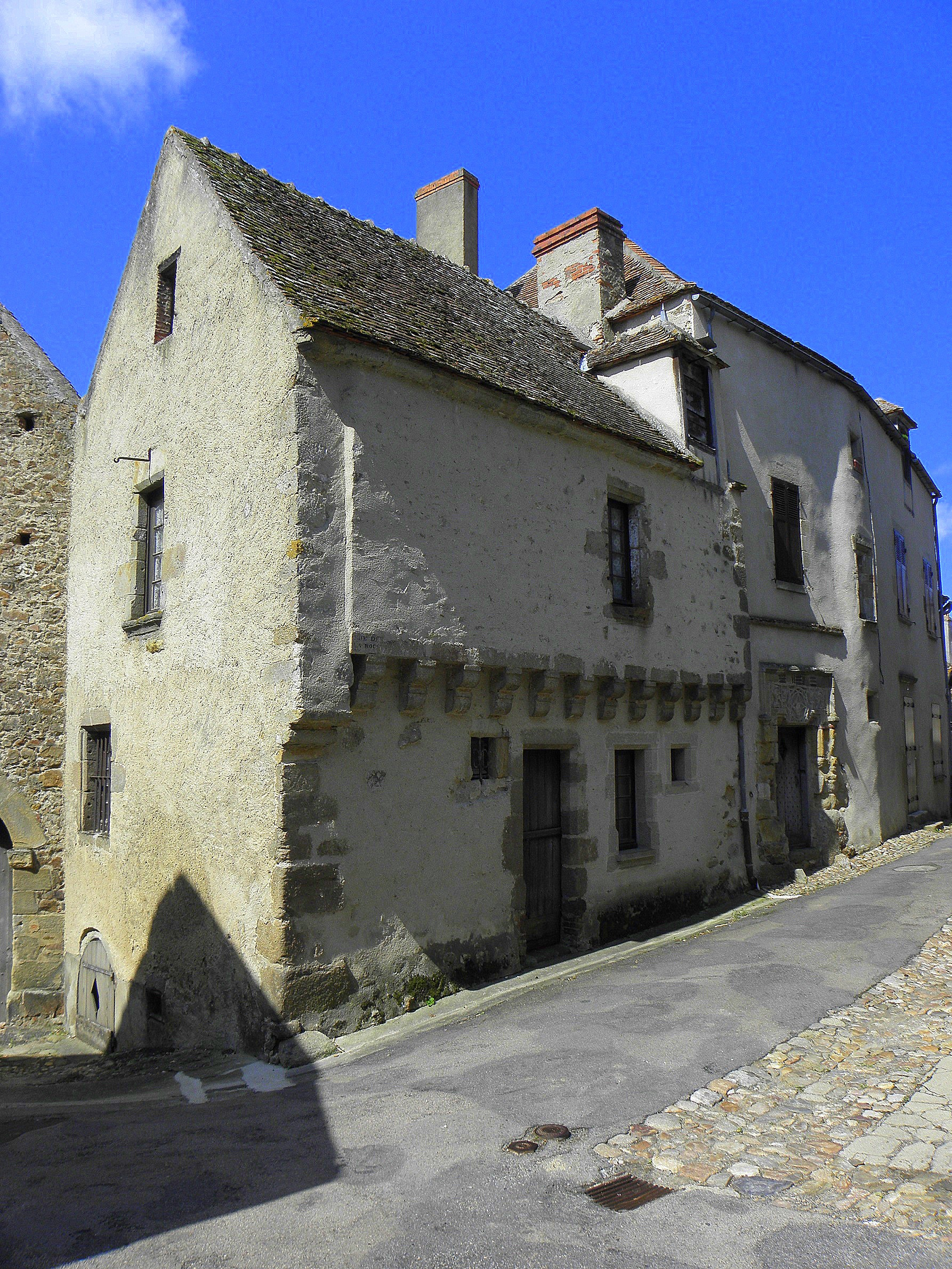
Дом казначея
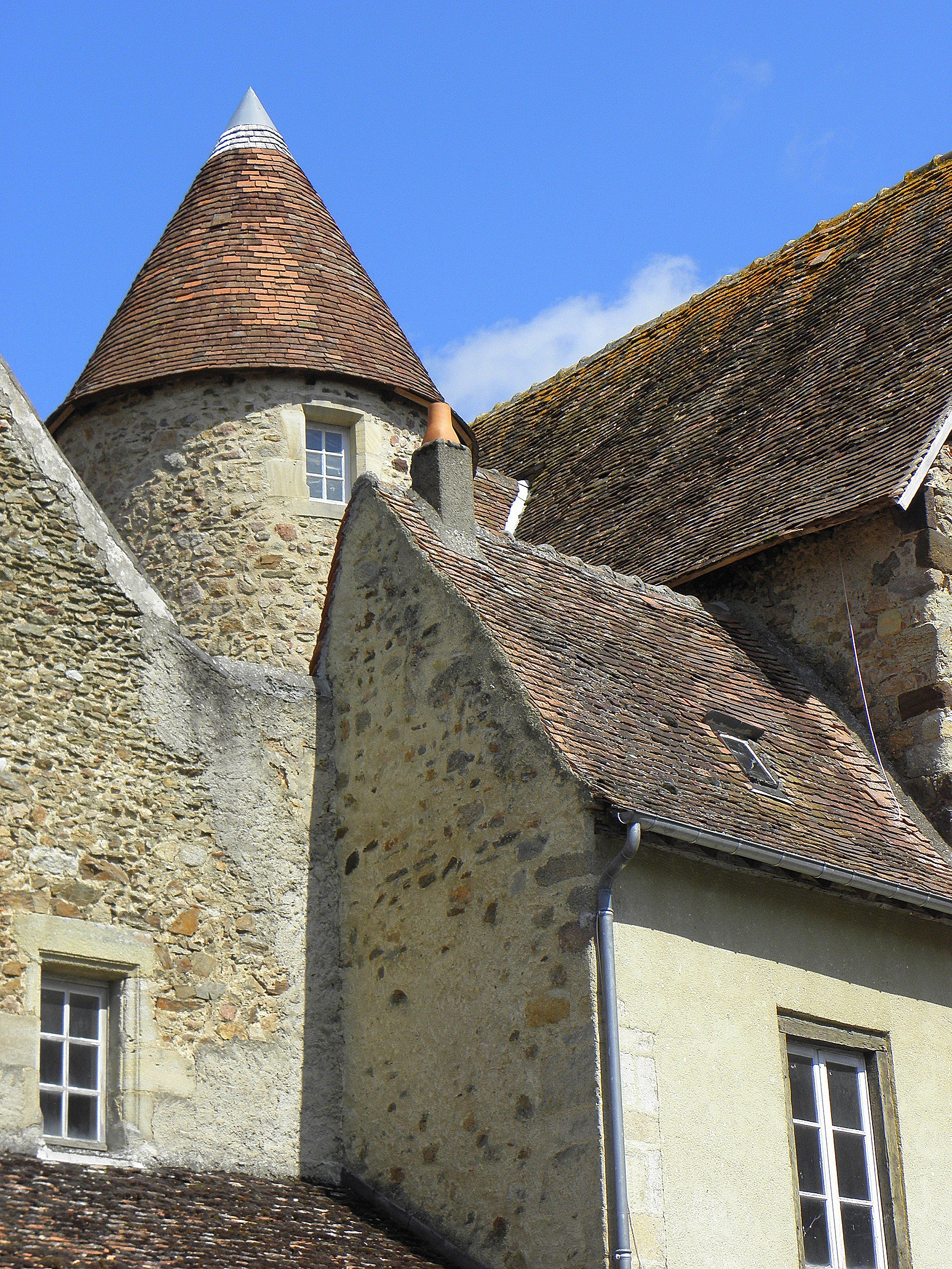
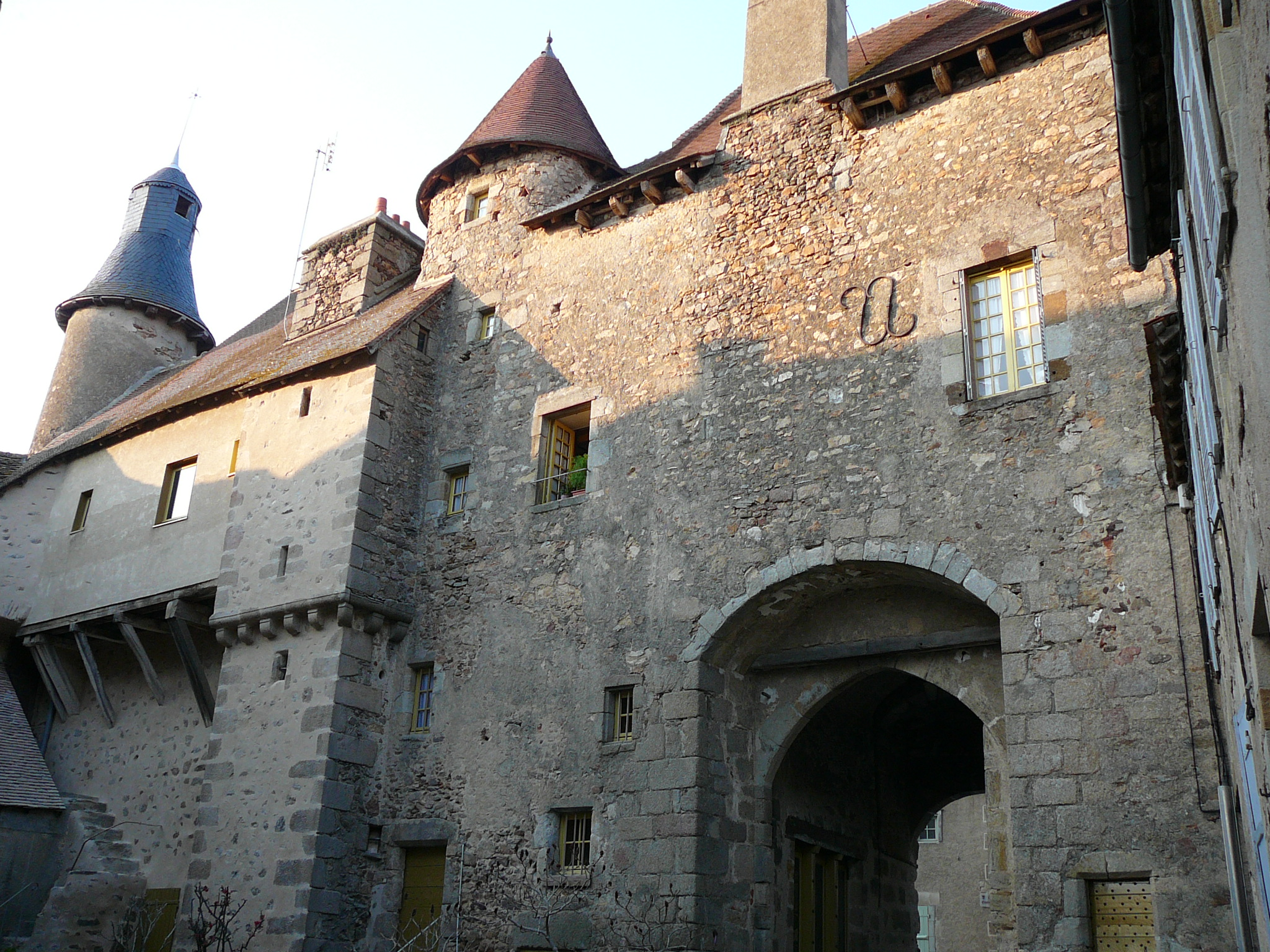
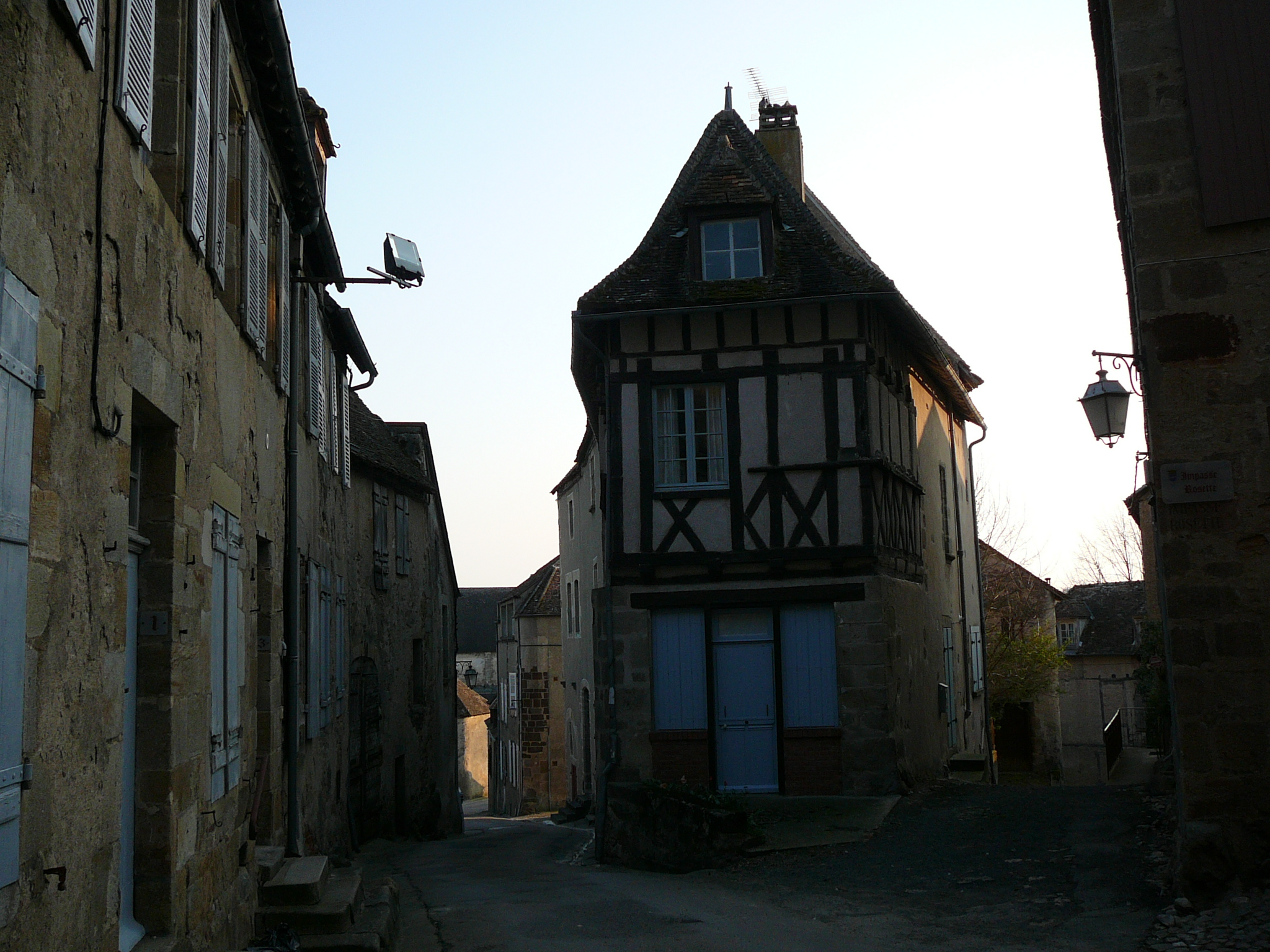
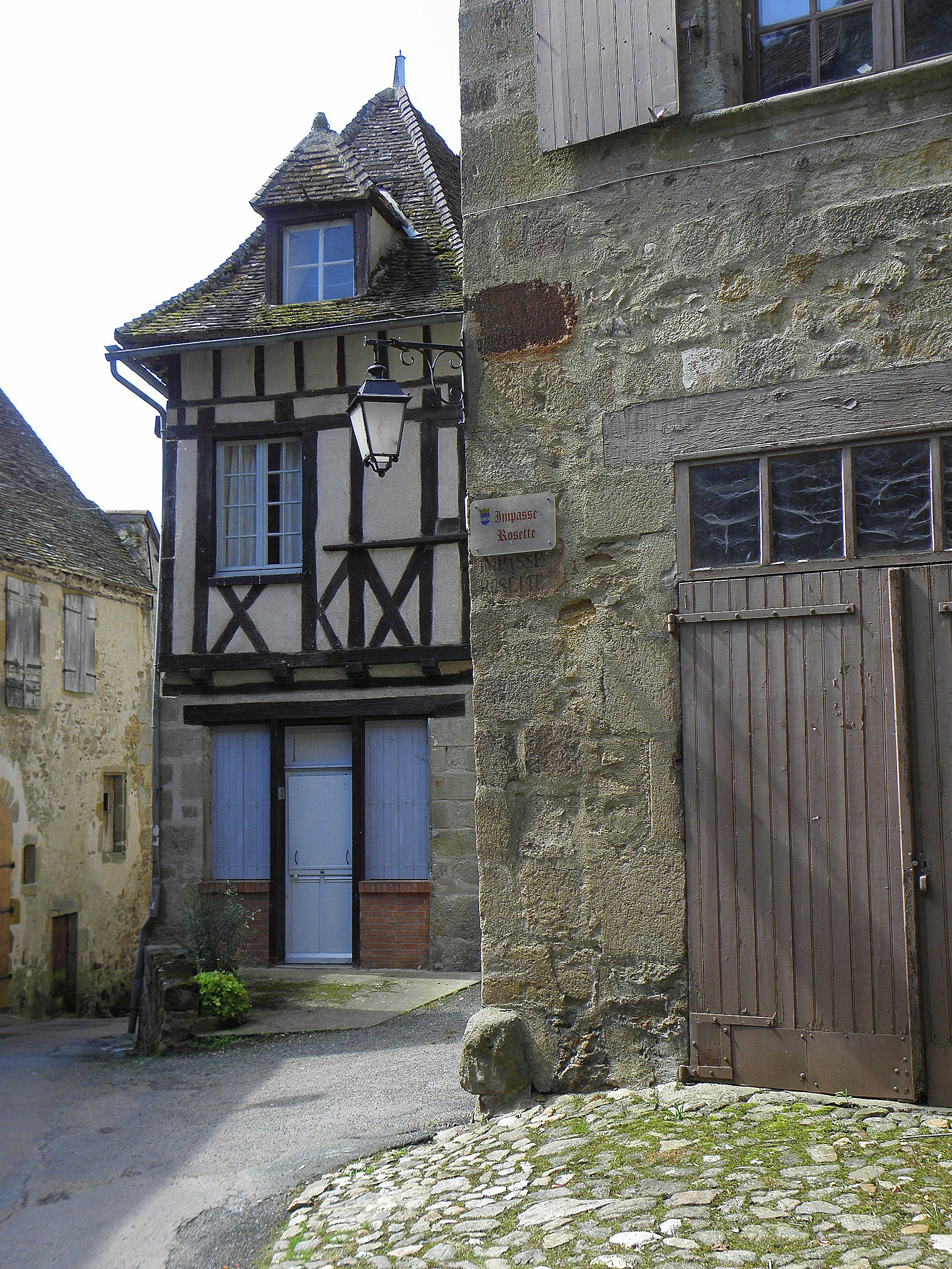
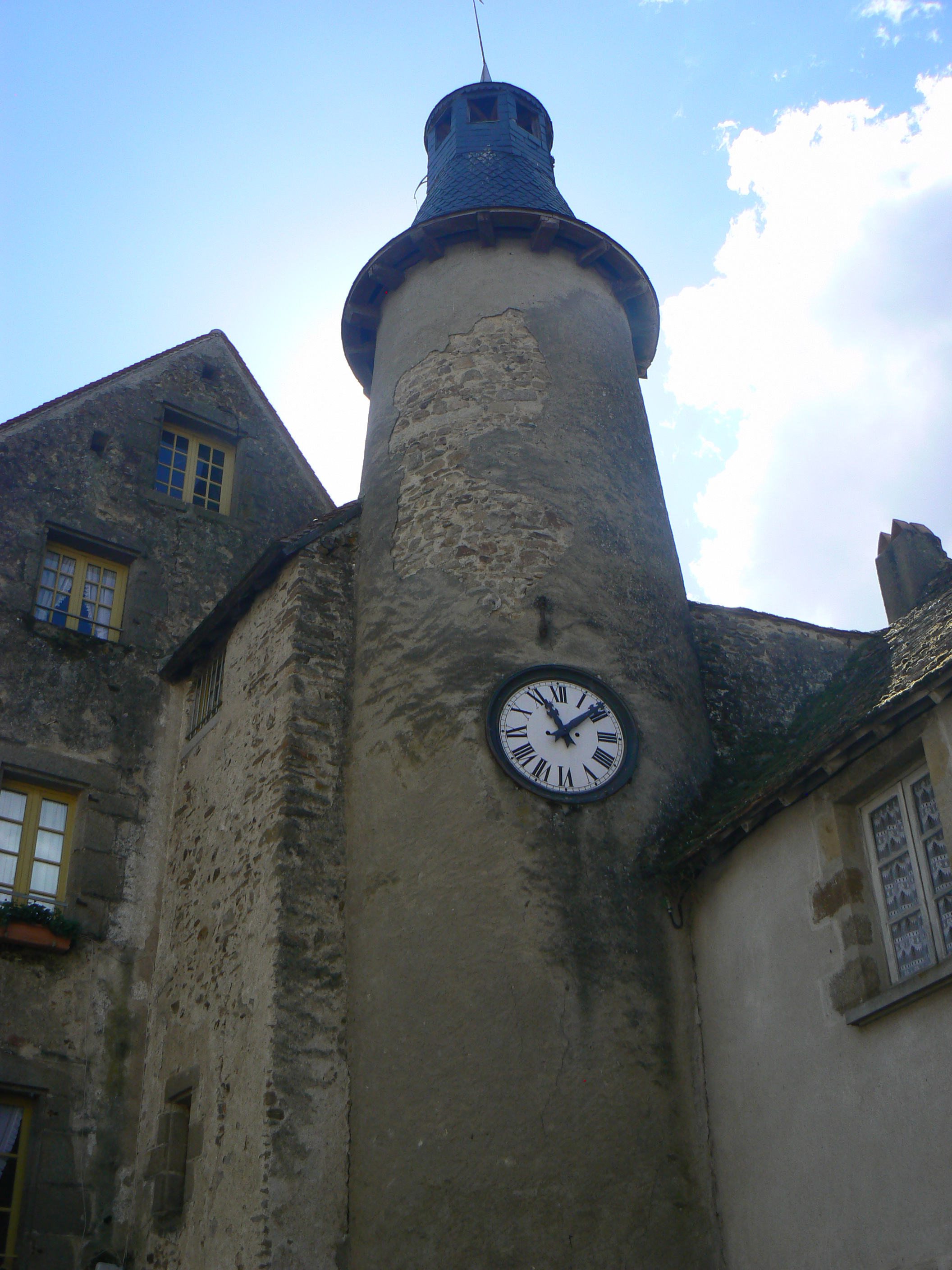
Колокольня